# Anoratha costalis
Anoratha costalis är en fjärilsart som beskrevs av Moore 1867. Anoratha costalis ingår i släktet Anoratha och familjen nattflyn. Inga underarter finns listade i Catalogue of Life.